# Bernardia dichotoma
Bernardia dichotoma är en törelväxtart som först beskrevs av Carl Ludwig von Willdenow, och fick sitt nu gällande namn av Johannes Müller Argoviensis. Bernardia dichotoma ingår i släktet Bernardia och familjen törelväxter.

## Underarter
Arten delas in i följande underarter:
- B. d. dichotoma
- B. d. venosa